# 格雷芬维斯巴赫
格雷芬维斯巴赫是德国黑森州的一个市镇。总面积43.16平方公里，总人口5294人，其中男性2697人，女性2597人（2011年12月31日），人口密度123人/平方公里。